# Aleksandr Friedmann
Aleksandr Aleksandrovitj Friedmann (russisk: Алекса́ндр Алекса́ндрович Фри́дман, tr. Aleksándr Aleksándrovitj Frídman; født 16. juni 1888 i Sankt Petersborg, Det Russiske Kejserrige, død 16. september 1925 i Leningrad, Sovjetunionen) var en sovjetisk kosmolog, fysiker og matematiker. Friedmann regnes som en af grundlæggerne af den dynamiske meteorologi.
Han fik sin kandidatgrad fra Sankt Petersborgs Statsuniversitet i 1910 og arbejdede derefter som lektor, fra 1918 var han professor ved Perms Statsuniversitet. Fra 1913 arbejdede han desuden på det aerologiske observatorium i Pavlovsk, hvor han efter kort tid blev specialist i meteorologi. Han blev i 1920 ansat ved observatoriet i Petrograd. Kort før sin død blev han leder af observatoriet.
Friedmann er særligt kendt for sine værdifulde bidrag til kosmologien, hvoraf flere var baseret på Einsteins almene relativitetsteori. Han udviklede i 1922 en matematisk beskrivelse af universets dynamiske udvikling, som i dag indgår i Big Bang-teorien. Friedmanns teori bygger på antagelser om homogenitet i fordelingen af stof i rummet og kaldes Friedmann-ligningerne. 
Han døde af tyfus, blot 37 år gammel.